# Klaus Brabänder

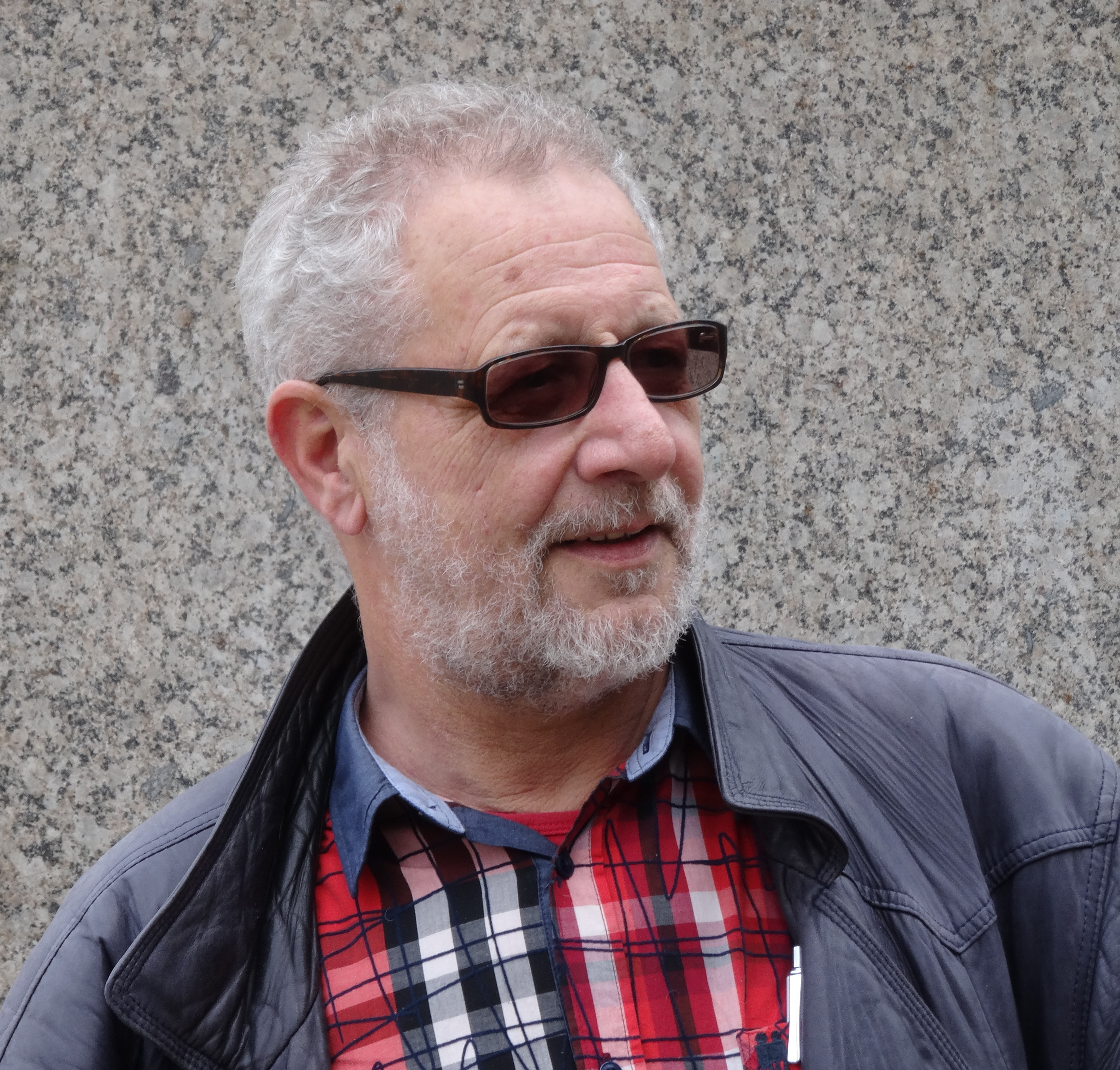
Klaus Brabänder, 2016

Klaus Brabänder (* 5. Dezember 1955 in Neunkirchen) ist ein deutscher Schriftsteller mit Schwerpunkt Kriminalroman.

## Leben
Klaus Brabänder wuchs in seinem Geburtsort Neunkirchen als Sohn des Bilanzbuchhalters Heinrich Brabänder und dessen Ehefrau Elisabeth auf. Nach der Volksschule besuchte er ab 1966 das örtliche Knabenrealgymnasium, an dem er 1975 sein Abitur ablegte. Danach begann Brabänder an der Fachhochschule Mainz I ein Studium der Siedlungswasserwirtschaft, das er 1980 als Diplom-Ingenieur abschloss. Nach seinem Studium war er als Bauingenieur in mehreren Organisationen und Großprojekten tätig. Seit 2019 ist er im Ruhestand.
Klaus Brabänder hat aus erster Ehe zwei Söhne. Er wohnt und arbeitet in Bexbach und in Spiesen-Elversberg und ist in zweiter Ehe verheiratet.

## Literarische Tätigkeit
Seit 2010 ist Brabänder als Schriftsteller tätig. Der Verleger Detlef Knut von der Edition Oberkassel in Düsseldorf verlegte sein erstes Buch, eine Sammlung von Kurzgeschichten. Brabänder publizierte bis 2013 seine Bücher bei diesem Verlag. 2014 wechselte er zum Marpinger Verlag (Edition Schaumberg). Nach Ende dieses Verlages 2023, fand Brabänder in dem auf Kriminalromane spezialisierten KBV Verlag des Verlegers Ralf Kramp eine neue literarische Heimat. In der Weiterführung der schwarzen Reihe wurde durch KBV 2024 der Kriminalroman AusgeKocht veröffentlicht.
Einen Schwerpunkt in seinen Veröffentlichungen nimmt das Genre Kriminalroman ein. In der „Schwarzen Reihe“ erschienen bisher elf Kriminalromane (Stand: November 2024), als deren Protagonist Hauptkommissar Josch Schaum auftritt. Alle Fälle spielen sich u. a. im Ortsgebiet der saarländischen Kommune Spiesen-Elversberg und im Saarland ab.

## Werke

### Kurzgeschichten
- Als das Telefon klingelte… Düsseldorf: edition oberkassel, 2010, ISBN 978-3-9813905-2-0
- Klaus Brabänder, Carmen Mayer u. a.: Klerus, Pest und Jungfernkranz. Eine Anthologie. Düsseldorf: edition oberkassel, 2011, ISBN 978-3-9813905-2-0
- Klaus Brabänder, Marion Reichrath: La Vida Cubana. Düsseldorf: edition oberkassel, 2012, ISBN 978-3-943121-04-9
- Klaus Brabänder, Karin Mayer u. a.: Nachhaltig tot. Eine Anthologie. Düsseldorf: edition oberkassel, 2013, ISBN 978-3-943121-21-6

### Kriminalromane
- Flugangst. Düsseldorf: edition oberkassel, 2011, ISBN 978-3-9813905-9-9
- Haarspitzen. Düsseldorf: edition oberkassel, 2012, ISBN 978-3-943121-12-4
- Sumpf. Marpingen: Edition Schaumberg, 2014, ISBN 978-3-941095-23-6
- Steinbruch. Marpingen: Edition Schaumberg, ISBN 978-3-941095-29-8
- Für Eich. Marpingen: Edition Schaumberg, ISBN 978-3-941095-36-6
- Mitgift. Marpingen: Edition Schaumberg, ISBN 978-3-941095-44-1
- Gegenwind. Marpingen: Edition Schaumberg, ISBN 978-3-941095-49-6
- Dreierpack. Marpingen: Edition Schaumberg, ISBN 978-3-941095-59-5
- Arabella. Edition Schaumberg, Marpingen 2020, ISBN 978-3-941095-59-5.
- Bienenstich. Marpingen: Edition Schaumberg, ISBN 978-3-941095-72-4
- Neumayer. Marpingen: Edition Schaumberg, ISBN 978-3-941095-81-6
- VorGestern. Marpingen: Edition Schaumberg, ISBN 978-3-941095-99-1
- AusgeKocht Hillesheim, KBV Verlag, ISBN 978-3-95441-718-6

### Erzählungen
- Tropfenweise – Die humoreske Biografie eines Wasserwerkes. Marpingen: Edition Schaumberg, 2013, ISBN 978-3-941095-14-4